# Var inte rädd för fallet
Var inte rädd för fallet är en psalm vars text är skriven av Maria Küchen, med text som är hämtad fritt av Arno Pötzsch. Musiken är skriven av Carina Lindström.
Musikarrangemanget i Psalmer i 2000-talets koralbok är gjort av Lars Åberg.

## Publicerad som
- Nr 804 i Psalmer i 2000-talet under rubriken "Verklighetsuppfattning, tillvaron som Guds skapelse".